# Цифрова фортеця
«Цифрова́ форте́ця» (англ. Digital Fortress) — детектив, техно-трилер американського письменника Дена Брауна. Був першим романом письменника, вийшов друком у 1998 році. Основні події роману зосереджені навколо діяльності підрозділу криптографії у Агентстві національної безпеки США.

## Сюжет
На початку книги описано як в Севільї помирає молодий японець. Він намагається передати свій перстень, але ніхто його не розуміє. Потім події переносять читача в США. Молода шифрувальниця Сюзанна Флетчер мріє, що її коханий Девід Бекер освідчиться їй в коханні найближчими вихідними. Але терміновий дзвінок з роботи розбиває всі її мрії. Тим часом професор Девід Бекер прибув до Севільї, щоб розшукати перстень Енсея Танкадо. Цифровою фортецею вважають ніби-то реальний алгоритм, код якого неможливо розшифрувати. Але пізніше Сюзанна виявить, що цифрової фортеці не існує, а виставлена копія так званого «алгоритму» є вірусом. До того ж, її начальник Містер Стретмор виявиться закоханим у Сюзанну, а на шляху до своєї мети — навіть вбивцею.

## Принцип Бергофського
Роман містить згадку про фіктивну теорему — «Принцип Бергофського», сенс якої полягає у тому, що будь-який шифр піддається зламу шляхом використання методу «грубої сили», і таким чином, віднайдення ключа до шифру будь-якої складності є лише питанням часу.

Принцип Бергофського… неоднозначно стверджує, що якщо комп'ютер здійснить перебір достатньої кількості ключів, то є математична гарантія, що він знайде правильний.
— Ден Браун, «Цифрова фортеця»
Дане висловлювання формально правильне, але воно не має ніякої практичної користі для криптографії: для розшифровування даних недостатньо знайти потрібний ключ, потрібно також зрозуміти, що саме цей ключ є тим, що треба. Деякі шифри (наприклад, засновані на принципі одноразового блокнота), не дають такої можливості, тому є принципово незламуваними методом перебору ключів. До того ж ніщо не заважає зашифрувати інформацію кілька разів, що позбавляє метод перебору ключів будь-якого сенсу.
Більш того, сучасні криптографічні системи містять настільки велику кількість ключів, що на їх перебір на всіх найсучасніших ЕОМ одночасно знадобиться значно більше часу, ніж кілька мільярдів років.

## Переклади українською
- Ден Браун. Цифрова фортеця. Переклад з англійської: Володимир Горбатько. Харків: КСД, 2011. 416 с. ISBN 978-966-14-1037-3